# Swap quanto
Le swap quanto est un contrat où deux contreparties s'échangent des taux d'intérêt variables dans deux devises différentes.
- Le spread appliqué à l'une des jambes reflète la différence entre les deux taux d'intérêt.
- Il n'y a pas d'échange des montants au début ou à la maturité du swap, et il reste un produit hors-bilan financier.